# Aleksandr Jerochin
Aleksandr Jurjevitj Jerochin (ryska: Александр Юрьевич Ерохин), född 13 oktober 1989 i Barnaul, är en rysk fotbollsspelare som spelar för Zenit Sankt Petersburg. Han representerar även Rysslands fotbollslandslag.